# Кубок НДР з футболу 1989—1990
Кубок НДР з футболу 1989—1990 — 39-й розіграш кубкового футбольного турніру в Німецькій Демократичній Республіці після закінчення Другої світової війни. У кубку взяли участь 65 команд. Переможцем кубка Німеччини всьоме стало Динамо (Дрезден).

## Попередній раунд
| Команда 1      | Рахунок | Команда 2            |
| -------------- | ------- | -------------------- |
| 6 серпня 1989  |         |                      |
| Мотор (Грімма) | 0:4     | Локомотив (Штендаль) |

## Перший раунд
| Команда 1                      | Рахунок      | Команда 2                |
| ------------------------------ | ------------ | ------------------------ |
| 25 серпня 1989                 |              |                          |
| Електронік (Гера)              | 1:2          | Роботрон (Земмерда)      |
| 26 серпня 1989                 |              |                          |
| Хемі (Белен)                   | 2:1          | Мотор (Шенебек)          |
| Майсен                         | 0:3          | Хемі (Галлешер)          |
| Вісмут (Гера)                  | 4:0          | Енергі (Котбус)          |
| Хемі Буна (Шкопау)             | 1:1 пен. 5:4 | Уніон (Берлін)           |
| Бергманн-Борсіг                | 0:3          | Магдебург                |
| Мотор (Людвігсфельде)          | 0:2          | Локомотив (Лейпциг)      |
| Шталь (Різа)                   | 2:1          | КВО Берлін               |
| Маркклеберг                    | 0:1          | Шталь (Айзенгюттенштадт) |
| Форвертс (Франкфурт-на-Одері)  | 3:1          | Фортшрітт (Бішофсверда)  |
| Уніон (Фюрстенвальде)          | 2:3 дч       | Шталь (Тале)             |
| Шталь (Геннігсдорф)            | 1:2          | Динамо (Айслебен)        |
| Ротатіон (Берлін)              | 2:2 пен. 4:2 | Мотор (Карл-Маркс-Штадт) |
| Маркклеберг                    | 0:2          | Динамо (Шверін)          |
| Мотор (Нордгаузен)             | 2:0 дч       | Заксенрінг (Цвікау)      |
| Активіст (Борна)               | 6:2 дч       | Мотор (Зуль)             |
| Активіст Калі Верра (Тіфенорт) | 0:3          | Активіст Шварце Пумпе    |
| Форвертс (Гагенов)             | 0:1          | Ганза                    |
| Бау (Росток)                   | 2:0          | Грайфсвальд              |
| Хемі (Фельтен)                 | 2:1          | Дессау 89                |
| Локомотив/Арматурен (Пренцлау) | 1:2          | Хемі (Лейпціг)           |
| Мотор (Вернігероде)            | 2:1          | Пошт (Нойбранденбург)    |
| Хемі-2 (Лейпціг)               | 2:1 дч       | Шталь (Бранденбург)      |
| Вісмут Ауе-2                   | 0:6          | Динамо (Дрезден)         |
| Шталь Вальцверк Геттштедт      | 0:2          | Карл Цейс                |
| Хемі (Шведт)                   | 1:2          | Шиффарт/Гафен (Росток)   |
| Уніон (Мюльгаузен)             | 2:2 пен. 8:9 | Вісмут Ауе               |
| Мотор (Герліц)                 | 0:3          | Карл-Маркс-Штадт         |
| Люббенау 63                    | 0:5          | Динамо (Берлін)          |
| Тіфбау (Берлін)                | 0:1          | Мотор (Штральзунд)       |
| Локомотив (Штендаль)           | 0:1          | Рот-Вайс (Ерфурт)        |
| Активіст (Бріске-Зенфтенберг)  | 4:2          | Мотор (Веймар)           |

## 1/16 фіналу
| Команда 1                     | Рахунок      | Команда 2                     |
| ----------------------------- | ------------ | ----------------------------- |
| 30 вересня 1989               |              |                               |
| Хемі (Фельтен)                | 0:2          | Ганза                         |
| Шталь (Тале)                  | 0:2 дч       | Карл Цейс                     |
| Вісмут (Гера)                 | 1:3          | Хемі (Галлешер)               |
| Бау (Росток)                  | 0:2          | Форвертс (Франкфурт-на-Одері) |
| Активіст Шварце Пумпе         | 0:0 пен. 5:4 | Хемі (Лейпціг)                |
| Ротатіон (Берлін)             | 0:1          | Хемі Буна (Шкопау)            |
| Хемі (Белен)                  | 0:4          | Шиффарт/Гафен (Росток)        |
| Динамо (Шверін)               | 3:1          | Шталь (Різа)                  |
| Активіст (Борна)              | 0:2          | Карл-Маркс-Штадт              |
| Роботрон (Земмерда)           | 3:2 дч       | Вісмут Ауе                    |
| Мотор (Вернігероде)           | 0:5          | Динамо (Берлін)               |
| Активіст (Бріске-Зенфтенберг) | 1:4          | Динамо (Дрезден)              |
| Мотор (Штральзунд)            | 0:1          | Шталь (Айзенгюттенштадт)      |
| Хемі-2 (Лейпціг)              | 0:9          | Рот-Вайс (Ерфурт)             |
| Мотор (Нордгаузен)            | 1:2          | Магдебург                     |
| Динамо (Айслебен)             | 2:4 дч       | Локомотив (Лейпциг)           |

## 1/8 фіналу
| Команда 1              | Рахунок | Команда 2                     |
| ---------------------- | ------- | ----------------------------- |
| 3 листопада 1989       |         |                               |
| Магдебург              | 2:0 дч  | Рот-Вайс (Ерфурт)             |
| 4 листопада 1989       |         |                               |
| Динамо (Шверін)        | 3:2     | Шиффарт/Гафен (Росток)        |
| Роботрон (Земмерда)    | 0:3     | Локомотив (Лейпциг)           |
| Ганза                  | 0:1     | Хемі Буна (Шкопау)            |
| Карл-Маркс-Штадт       | 4:1     | Карл Цейс                     |
| Хемі (Галлешер)        | 1:3     | Динамо (Берлін)               |
| Активіст Шварце Пумпе] | 0:3     | Форвертс (Франкфурт-на-Одері) |
| Динамо (Дрезден)       | 6:0     | Шталь (Айзенгюттенштадт)      |

## 1/4 фіналу
| Команда 1                     | Рахунок | Команда 2          |
| ----------------------------- | ------- | ------------------ |
| 9 грудня 1989                 |         |                    |
| Локомотив (Лейпциг)           | 1:0     | Хемі Буна (Шкопау) |
| Динамо (Дрезден)              | 4:0     | Карл-Маркс-Штадт   |
| Динамо (Шверін)               | 3:1     | Магдебург          |
| Форвертс (Франкфурт-на-Одері) | 2:0 дч  | Динамо (Берлін)    |

## 1/2 фіналу
| Команда 1        | Рахунок | Команда 2                     |
| ---------------- | ------- | ----------------------------- |
| 14 квітня 1990   |         |                               |
| Динамо (Дрезден) | 3:0     | Форвертс (Франкфурт-на-Одері) |
| Динамо (Шверін)  | 1:0     | Локомотив (Лейпциг)           |

## Фінал
17 квітня 1990 року після мирної революції клуб Динамо (Шверін) змінив назву на ПСВ (Шверін).
| 2 червня 1990 |

| Динамо (Дрезден)        | 2:1      | ПСВ (Шверін) |
| ----------------------- | -------- | ------------ |
| Штюбнер 18' Кірстен 84' | Протокол | Корт 5'      |

| Фрідріх-Людвіг-Ян-Шпортпарк, Східний Берлін Глядачів: 5 750 Арбітр: Карл-Гайнц Глязер |